# الجرجرة (السدة)

تعديل مصدري - تعديل

الجرجرة هي إحدى قرى عزلة التويتي بمديرية السدة التابعة لمحافظة إب، بلغ تعداد سكانها 558 نسمة حسب تعداد اليمن لعام 2004.